# Codici aeroportuali IATA - F

## FA-FM
- FAA Aeroporto Badala, Faranah, Guinea
- FAE Aeroporto Vagar, Sørvágur, Isole Fær Øer, Danimarca
- FAG Aeroporto civile, Fagurhólsmýri, Islanda
- FAH Aeroporto civile, Farah, Afghanistan
- FAI Aeroporto internazionale di Fairbanks, Fairbanks (Alaska), Stati Uniti d'America
- FAJ Aeroporto Diego Jiménez Torres, Fajardo, Porto Rico
- FAK Aeroporto civile, False Island (Alaska), Stati Uniti d'America
- FAL Aeroporto civile, Roma Falcon, Stati Uniti d'America
- FAM Aeroporto civile, Farmington (Missouri), Stati Uniti d'America
- FAN Aeroporto civile, Farsund Lista, Farsund, Norvegia
- FAO Aeroporto civile, Faro, Azzorre - Portogallo
- FAR Aeroporto Internazionale Hector, Fargo (Dakota del Nord), Stati Uniti d'America
- FAS Aeroporto civile, Fjarðabyggð, Islanda
- FAT Aeroporto Internazionale di Fresno-Yosemite, Fresno (California), Stati Uniti d'America
- FAV Aeroporto civile, Fakarava, Polinesia francese
- FAY Aeroporto municipale, Fayetteville/Fort Bragg, Stati Uniti d'America
- FBD Aeroporto civile, Feyzabad, Afghanistan
- FBE Aeroporto civile, Francisco Beltrão, Brasile
- FBK Aeroporto civile, Fairbanks/Fort Wainwright, Stati Uniti d'America
- FBL Aeroporto Automatic Weather Observing Reporting System, Faribault, Stati Uniti d'America
- FBM Aeroporto Luano, Lumumbashi, Repubblica Democratica del Congo
- FBR Aeroporto civile, Fort Bridger, Stati Uniti d'America
- FBU Aeroporto Fornebu, Oslo, Norvegia
- FBY Aeroporto civile, Fairbury, Stati Uniti d'America
- FCA Aeroporto Glacier Park, Kalispell, Stati Uniti d'America
- FCB Aeroporto civile, Ficksburg Sentra Oes, Sudafrica
- FCH Aeroporto civile, Fresno-Chandler, Fresno (California), Stati Uniti d'America
- FCM Aeroporto Flying Cloud, Minneapolis, Stati Uniti d'America
- FCO Aeroporto internazionale Leonardo da Vinci, Fiumicino - Roma, Italia
- FCS Aeroporto civile, Colorado Springs/Fort Carson (Colorado), Stati Uniti d'America
- FCT Aeroporto civile, Yakima Firing Center AAF, Stati Uniti d'America
- FCY Aeroporto civile, Forrest City, Stati Uniti d'America
- FDE Aeroporto Bringeland, Førde, Norvegia
- FDF Aeroporto della Martinica Aimé Césaire, Fort-de-France, Martinica
- FDH Aeroporto Löwenthal, Friedrichshafen, Germania
- FDK Aeroporto civile, Frederick (Maryland), Stati Uniti d'America
- FDR Aeroporto municipale, Frederick (Oklahoma), Stati Uniti d'America
- FDU Aeroporto civile, Bandundu, Repubblica Democratica del Congo
- FDY Aeroporto Automatic Weather Observing Reporting System, Findlay, Stati Uniti d'America
- FEA Aeroporto civile, Fetlar, Regno Unito
- FEB Aeroporto civile, Sanfebagar, Nepal
- FEG Aeroporto di Fergana, Fergana, Uzbekistan
- FEL Aeroporto Fürstenfeldbruck Air Base, Fürstenfeldbruck, Germania
- FEN Aeroporto civile, Fernando de Noronha, Brasile
- FEP Aeroporto civile, Freeport, Stati Uniti d'America
- FER Aeroporto Ferguson's Gulf, Kalokol, Kenya
- FET Aeroporto municipale, Fremont, Stati Uniti d'America
- FEW Aeroporto civile, Cheyenne Warren AFB, Stati Uniti d'America
- FEZ Aeroporto internazionale Saiss, Fès, Marocco
- FFA Aeroporto civile, Kill Devil Hills 1st Flight, Stati Uniti d'America
- FFL Aeroporto civile, Fair Field, Stati Uniti d'America
- FFM Aeroporto municipale, Fergus Falls, Stati Uniti d'America
- FFO Aeroporto Wright-Patterson Air Force Base, Dayton, Stati Uniti d'America
- FFT Aeroporto civile, Frankfort, Stati Uniti d'America
- FFU Aeroporto civile, Futaleufú, Cile
- FGD Aeroporto civile, F'derik, Mauritania
- FGI Aeroporto Fagali'i, Apia, Samoa Occidentali
- FGL Aeroporto civile, Fox Glacier, Nuova Zelanda
- FGU Aeroporto civile, Fangatau, Polinesia francese
- FHU Aeroporto civile, Fort Huachuca/Sierra Vista, Stati Uniti d'America
- FHZ Aeroporto civile, Fakahina, Polinesia francese
- FIC Aeroporto civile, Fire Cove (Alaska), Stati Uniti d'America
- FID Aeroporto civile, Fishers Island, Stati Uniti d'America
- FIE Aeroporto civile, Fair Isle, Regno Unito
- FIG Aeroporto Katourou, Fria, Guinea
- FIH Aeroporto internazionale N'Djili, Kinshasa, Repubblica Democratica del Congo
- FIK Aeroporto civile, Finke, Australia
- FIL Aeroporto civile, Fillmore, Stati Uniti d'America
- FIN Aeroporto civile, Finschhafen, Papua Nuova Guinea
- FIV Aeroporto civile, Five Finger, Stati Uniti d'America
- FIZ Aeroporto civile, Fitzroy Crossing, Australia
- FJR Aeroporto internazionale Fujairah (solo cargo), Fujairah, Emirati Arabi Uniti (sito informativo)
- FKB Aeroporto di Karlsruhe/Baden Baden, Germania
- FKI Aeroporto di Kisangani-Bangoka, Kisangani, Repubblica Democratica del Congo
- FKJ Aeroporto civile, Fukui, Giappone
- FKL Aeroporto Chess Lamberton, Franklin (Pennsylvania), Stati Uniti d'America
- FKN Aeroporto civile, Franklin/J.B. Rose, Franklin (Virginia), Stati Uniti d'America
- FKQ Aeroporto Torea, Fak-Fak, Indonesia
- FKS Aeroporto civile, Fukushima, Giappone
- FLA Aeroporto civile, Florencia, Colombia
- FLB Aeroporto civile, Floriano, Brasile
- FLC Aeroporto civile, Falls Creek (VI), Australia
- FLD Aeroporto Fond Du Lac County, Fond du Lac, Stati Uniti d'America
- FLE Aeroporto civile, Petersburg Fort Lee AAF, Stati Uniti d'America
- FLF Aeroporto Schaeferhaus, Flensburgo, Germania
- FLG Aeroporto civile, Flagstaff, Stati Uniti d'America
- FLH Aeroporto civile, Flotta Isle, Regno Unito
- FLI Aeroporto civile, Flateyri, Islanda
- FLJ Aeroporto civile, Falls Bay Spb, Stati Uniti d'America
- FLL Aeroporto internazionale di Hollywood, Fort Lauderdale/Hollywood (Florida), Stati Uniti d'America
- FLM Aeroporto civile, Filadelfia, Paraguay
- FLN Aeroporto civile, Florianópolis, Brasile
- FLO Aeroporto regionale Gilbert Field, Florence, Stati Uniti d'America
- FLP Aeroporto Automatic Weather Observing Reporting System, Flippin (Arkansas), Stati Uniti d'America
- FLR Aeroporto internazionale Amerigo Vespucci, Firenze-Peretola (FI), Italia
- FLS Aeroporto civile, Flinders Island (Tasmania), Australia
- FLT Aeroporto civile, Flat (Alaska), Stati Uniti d'America
- FLU Aeroporto civile, Flushing, New York, Stati Uniti d'America
- FLW Aeroporto civile, Flores Island, Azzorre, Portogallo
- FLX Aeroporto civile, Fallon, Stati Uniti d'America
- FLY Aeroporto civile, Finley, Australia
- FMA Aeroporto civile, Formosa, Argentina
- FMC Aeroporto civile, Five Mile, Stati Uniti d'America
- FMG Aeroporto civile, Flamengo, Costa Rica
- FMH Aeroporto Otis Army National Guard Base, Falmouth, Stati Uniti d'America
- FMI Aeroporto civile, Kalemie, Repubblica Democratica del Congo
- FMM Aeroporto civile, Allgäu, Memmingen, Germania
- FMN Aeroporto Farmington Four Corners Regional, Farmington, Stati Uniti d'America
- FMO Aeroporto di Münster-Osnabrück, Münster/Osnabrück, Germania
- FMS Aeroporto civile, Fort Madison, Stati Uniti d'America
- FMY Aeroporto Page Field, Fort Myers, Stati Uniti d'America

## FN-FZ
- FNA Aeroporto Internazionale di Freetown-Lungi, Freetown, Sierra Leone
- FNC Aeroporto S. Catarina, Funchal/Madera, Portogallo
- FNE Aeroporto civile, Fane, Papua Nuova Guinea
- FNG Aeroporto civile, Fada N'gourma, Burkina Faso
- FNH Aeroporto civile, Fincha, Etiopia
- FNI Aeroporto Arles-Camargue, Nîmes, Francia
- FNI Aeroporto Garons, Nîmes, Francia
- FNJ Aeroporto di Sunan, Pyongyang, Corea del Nord
- FNK Aeroporto civile, Fin Creek, Stati Uniti d'America
- FNL Aeroporto civile, Fort Collins/Loveland, Stati Uniti d'America
- FNR Aeroporto civile, Funter Bay Seaplane (Alaska), Stati Uniti d'America
- FNT Aeroporto Bishop International, Flint, Stati Uniti d'America
- FNU Aeroporto di Oristano-Fenosu, Oristano (OR), Italia
- FOA Aeroporto civile, Foula, Regno Unito
- FOB Aeroporto civile, Fort Bragg, Stati Uniti d'America
- FOC Aeroporto civile, Fuzhou, Cina
- FOD Aeroporto Fort Dodge Regional, Fort Dodge, Iowa, Stati Uniti d'America
- FOE Base aerea Forbes, Topeka, Stati Uniti d'America
- FOG Aeroporto civile, Aeroporto di Foggia, Italia
- FOK Aeroporto Francis S. Gabreski, Westhampton Beach, Stati Uniti d'America
- FOM Aeroporto Nkounja, Foumban, Camerun
- FOO Aeroporto civile, Numfoor, Indonesia
- FOR Aeroporto di Fortaleza-Pinto Martins, Fortaleza, Brasile
- FOS Aeroporto Forrest, Forrest, Australia
- FOT Aeroporto civile, Forster, Australia
- FOU Aeroporto civile, Fougamou, Gabon
- FOX Aeroporto civile, Fox, Stati Uniti d'America
- FOY Aeroporto civile, Foya, Liberia
- FPO Aeroporto di Freeport, Freeport, Isola di Grand Bahama, Bahamas
- FPR Aeroporto St Lucie County International, Fort Pierce, Stati Uniti d'America
- FPY Aeroporto civile, Perry Foley, Stati Uniti d'America
- FRA Aeroporto di Francoforte sul Meno, Francoforte sul Meno, Germania
- FRB Aeroporto civile, Forbes (Nuova Galles del Sud), Australia
- FRC Aeroporto civile, Franca, Brasile
- FRD Aeroporto civile, Friday Harbor, Stati Uniti d'America
- FRE Aeroporto civile, Fera Island, Isole Salomone
- FRG Aeroporto civile, Farmingdale, Stati Uniti d'America
- FRH Aeroporto civile, French Lick, Stati Uniti d'America
- FRJ Aeroporto Saint Raphael, Fréjus, Francia
- FRK Aeroporto civile, Fregate Island, Seychelles
- FRL Aeroporto civile, Forlì, Italia
- FRM Aeroporto Municipal, Fairmont, Stati Uniti d'America
- FRO Aeroporto civile, Florø, Norvegia
- FRP Aeroporto civile, Fresh Water Bay, Stati Uniti d'America
- FRQ Aeroporto civile, Feramin, Papua Nuova Guinea
- FRR Aeroporto civile, Front Royal Warren Cty, Stati Uniti d'America
- FRS Aeroporto Internazionale Mundo Maya, Flores, Guatemala
- FRU Aeroporto civile, Biškek, Kirghizistan
- FRW Aeroporto di Francistown, Francistown, Botswana
- FRY Aeroporto civile, Fryeburg, Stati Uniti d'America
- FSC Aeroporto Sud Corse, Figari, Francia
- FSD Aeroporto Joe Foss, Sioux Falls, Stati Uniti d'America
- FSK Aeroporto civile, Fort Scott, Stati Uniti d'America
- FSL Aeroporto civile, Fossil Downs, Australia
- FSM Aeroporto Fort Smith Municipal, Fort Smith, Stati Uniti d'America
- FSP Aeroporto Saint-Pierre, Saint-Pierre, Saint-Pierre e Miquelon
- FSS Aeroporto civile, Forres Kinloss, Regno Unito
- FST Aeroporto Fort Stockton-Pecos County, Fort Stockton, Stati Uniti d'America
- FSU Aeroporto civile, Fort Sumner, Stati Uniti d'America
- FTA Aeroporto civile, Futuna, Wallis e Futuna
- FTE Aeroporto civile, El Calafate, Argentina
- FTI Aeroporto civile, Fitiuta, Samoa Americane
- FTL Aeroporto civile, Fortuna Ledge, Stati Uniti d'America
- FTU Aeroporto civile, Tolagnaro, Madagascar
- FTW Aeroporto Meacham International, Fort Worth, Stati Uniti d'America
- FTX Aeroporto civile, Owando, Congo
- FTY Aeroporto Fulton County Airport-Brown Field, Atlanta, Stati Uniti d'America
- FUB Aeroporto civile, Fulleborn, Papua Nuova Guinea
- FUE Aeroporto civile, Puerto del Rosario/Fuerteventura, Canarie, Spagna
- FUG Aeroporto civile, Fuyang, Cina
- FUJ Aeroporto civile, Fukue, Giappone
- FUK Aeroporto Itazuke Air Force Base, Fukuoka, Giappone
- FUL Aeroporto Municipal, Fullerton (California), Stati Uniti d'America
- FUM Aeroporto civile, Fuma, Papua Nuova Guinea
- FUN Aeroporto Funafuti International, Funafuti Atol, Tuvalu
- FUT Aeroporto Pointe Vele, Maopoopo/Futuna, Wallis e Futuna
- FWA Aeroporto Bear Field, Fort Wayne, Stati Uniti d'America
- FWH Aeroporto civile, Carswell AFB, Stati Uniti d'America
- FWL Aeroporto Farewell, Farewell Lake (Alaska), Stati Uniti d'America
- FWM Aeroporto civile, Fort William, Regno Unito
- FXE Aeroporto Fort Lauderdale Executive, Fort Lauderdale, Stati Uniti d'America
- FXM Aeroporto civile, Flaxman Island, Stati Uniti d'America
- FXO Aeroporto Nova Freixo, Cuamba, Mozambico
- FXY Aeroporto civile, Forest City, Stati Uniti d'America
- FYM Aeroporto civile, Fayetteville, Stati Uniti d'America
- FYN Aeroporto civile, Fuyun, Cina
- FYT Aeroporto civile, Faya-Largeau, Ciad
- FYU Aeroporto Fort Yukon, Fort Yukon (Alaska), Stati Uniti d'America
- FYV Aeroporto Fayetteville Drake Field, Fayetteville, Stati Uniti d'America
- FZO Aeroporto civile, Filton, Regno Unito